# Haquitia
Haquitia  (em ladino: haketia; em hebraico: חכיתייה) é um dialeto derivado do ladino (judeu-espanhol) vernacular, que, por sua vez, é uma língua judaico-românica derivada do castelhano do século XVI . Era o dialeto dos judeus sefarditas do norte do Marrocos (o chamado Marrocos Espanhol) e  usado pelos megorachim (judeus de origem ibérica) instalados no norte de Marrocos . Tem uma grande influência do judeu-árabe e do tarifit.
A origem do nome provém da palavra árabe hakà, حكى, que significa "dizer, falar".
A língua está relacionada com o tetuani, outra variante do judeu-espanhol falada na cidade de Oran, Argélia. A memória da língua conserva-se atualmente sobretudo na Venezuela e em Israel, para onde  migrou uma grande parte das comunidades judias do Marrocos Espanhol. Ainda é falada - embora muito pouco e principalmente por pessoas idosas - no  Norte do Brasil, em cidades como Belém, Manaus, Santarém, Cametá], dentre outras cidades às margens do rio Amazonas, onde se encontram descendentes desses judeus que imigraram  a partir do século XIX. Nesses locais, a haquitia sobrevive principalmente em algumas expressões intercaladas no discurso cotidiano.

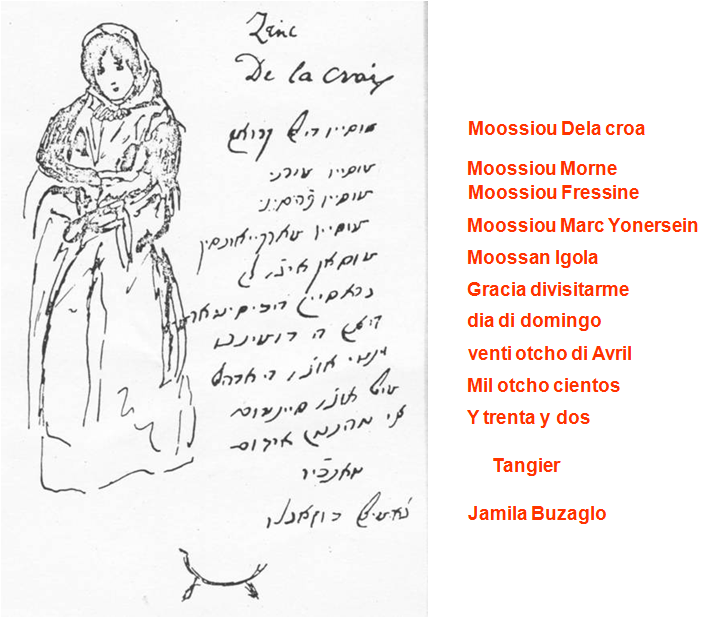
Carta em haketia (Tânger, 1832).